# Alex Haydon
Alexandra „Alex“ Haydon (* 25. Juli 2001 in Clare Valley) ist eine australische Squashspielerin.

## Karriere
Alex Haydon spielte bereits 2015 erstmals und seit 2021 regelmäßig auf der PSA World Tour. Auf dieser erreichte sie zunächst zwei Finals, davon das erste im Februar 2022. Im April 2024 gewann sie ihren ersten Titel auf der Tour, im Juni 2024 ihren zweiten. Ihre beste Platzierung in der Weltrangliste erreichte sie mit Rang 61 am 10. März 2025. Mit der australischen Nationalmannschaft nahm sie 2018 erstmals an den Weltmeisterschaften teil und gehörte auch bei den Weltmeisterschaften 2022 und 2024 zum Kader.
Bei den Weltmeisterschaften im Doppel und Mixed 2019 gelang ihr mit Zac Alexander im Mixed der Einzug ins Halbfinale, scheiterten dort aber an den topgesetzten Donna Lobban und Cameron Pilley. Im Doppel schied sie 2022 mit Jessica Turnbull in der Vorrunde aus. Im Jahr 2022 vertrat Haydon Australien außerdem bei den World Games in Birmingham, Alabama, und den Commonwealth Games im britischen Birmingham. Bei den World Games unterlag sie im Achtelfinale Katerina Tycova, während sie bei den Commonwealth Games im Doppel mit Jessica Turnbull teilnahm. Auch bei diesem Turnier kam sie nicht über das Achtelfinale hinaus. 2021 wurde Haydon nach einer Finalniederlage gegen Tamika Saxby australische Vizemeisterin. 2025 gewann sie erstmals die Landesmeisterschaften.

## Erfolge
- Gewonnene PSA-Titel: 2
- Australische Meisterin: 2025